# Gävle Stora Pris
Gävle Stora Pris är ett travlopp för 3-åriga och äldre varmblodstravare som körs på Gävletravet i samband med att banan anordnar V75-tävlingar under vintern. Gävle stora pris har körs sedan 1942, och förstapris i loppet är 200 000 kronor. 2017 års upplaga ingick som ett försökslopp av Gulddivisionen.
Tävlingen är inte bunden vid en viss distans. År 2013 körde man över 3140 meter, och det var första gången sedan 1962 som man använde den långa distansen. År 2019 använde man återigen den långa distansen. I det loppet satte även vinnaren Milligan's School nytt banrekord på Gävletravet med segertiden 1.14,0 över 3140 meter.

## Segrare
| År   | Häst              | Kusk                   | Tränare                | Tid     | Dist.   |
| ---- | ----------------- | ---------------------- | ---------------------- | ------- | ------- |
| 2024 | Staro Mack Crowe  | Magnus A. Djuse        | Mattias Djuse          | 1.11,8  | 2 640 m |
| 2023 | Dwayne Zet        | Magnus A. Djuse        | Oscar Berglund         | 1.14,9  | 2 640 m |
| 2022 | Global Adventure  | Erik Adielsson         | Svante Båth            | 1.14,2  | 2 640 m |
| 2021 | Esprit Sisu       | Daniel Wäjersten       | Daniel Wäjersten       | 1.13,0  | 2 640 m |
| 2020 | From The Mine     | Magnus A. Djuse        | Catarina Norqvist      | 1.12,2  | 2 140 m |
| 2019 | Milligan's School | Ulf Eriksson           | Stefan Melander        | 1.14,0  | 3 140 m |
| 2018 | Volstead          | Örjan Kihlström        | Stefan Melander        | 1.12,6  | 2 640 m |
| 2017 | Zenit Brick       | Björn Goop             | Timo Nurmos            | 1.13,6  | 2 640 m |
| 2016 | Narold Vox        | Ulf Eriksson           | Krister Jakobsson      | 1.14,6  | 3 200 m |
| 2015 | Digital Ink       | Örjan Kihlström        | Stefan Melander        | 1.15,5  | 3 140 m |
| 2014 | Amaru Boko        | Robert Bergh           | Robert Bergh           | 1.15,9  | 3 140 m |
| 2013 | Perfectly Enough  | Erik Adielsson         | Stig H. Johansson      | 1.14,0  | 3 140 m |
| 2012 | Timetosaygoodbye  | Örjan Kihlström        | Catarina Lundström     | 1.10,7  | 1 609 m |
| 2011 | Alvena Pele       | Per Lennartsson        | Per Lennartsson        | 1.11,4  | 1 640 m |
| 2010 | Local Conch       | Flemming Jensen        | Flemming Jensen        | 1.13,8  | 2 140 m |
| 2009 | Intoxicated       | Örjan Kihlström        | Christina Medin        | 1.11,6  | 2 140 m |
| 2008 | Commander Crowe   | Peter Ingves           | Petri Puro             | 1.13,4  | 2 140 m |
| 2007 | Home Blåbjerg     | Johnny Takter          | Kari Lähdekorpi        | 1.12,5  | 1 640 m |
| 2006 | Picture Ås        | Torbjörn Jansson       | Jan-Åke Hoas           | 1.11,3  | 1 640 m |
| 2005 | Bellman Töll      | Ulf Ohlsson            | Ulf Ohlsson            | 1.12,0  | 1 640 m |
| 2004 | Scarlet Knight    | Stefan Melander        | Stefan Melander        | 1.12,5  | 2 640 m |
| 2003 | Etain Royal       | Stig H. Johansson      | Stig H. Johansson      | 1.14,6  | 2 140 m |
| 2002 | Baron Pepper      | Stig H. Johansson      | Stig H. Johansson      | 1.14,6  | 2 140 m |
| 2001 | Styltan           | Örjan Kihlström        | Leif Carlsson          | 1.15,1  | 2 140 m |
| 2000 | Scandal Play      | Bo Eklöf               | Lars Marklund          | 1.15,0  | 2 140 m |
| 1999 | Scandal Play      | Bo Eklöf               | Lars Marklund          | 1.19,6  | 2 140 m |
| 1998 | Yankee Lo         | Lars Lindberg          | Leif R. Andersson      | 1.14,4  | 2 140 m |
| 1997 | Zoogin            | Åke Svanstedt          | Åke Svanstedt          | 1.14,4  | 2 140 m |
| 1996 | His Majesty       | Torbjörn Jansson       | Annelie Henriksson     | 1.14,0  | 2 140 m |
| 1995 | Lady Snärt        | Torbjörn Jansson       | Hans Ivar Wall         | 1.14,7  | 2 140 m |
| 1994 | Lady Snärt        | Torbjörn Jansson       | Hans Ivar Wall         | 1.15,4  | 2 140 m |
| 1993 | Park Avenue Kathy | Göran E. Johansson     | Göran E. Johansson     | 1.13,9a | 2 140 m |
| 1992 | Queen L.          | Stig H. Johansson      | Stig H. Johansson      | 1.15,0a | 2 640 m |
| 1991 | Queen L.          | Stig H. Johansson      | Stig H. Johansson      | 1.15,6a | 2 640 m |
| 1990 | Peace Corps       | Stig H. Johansson      | Stig H. Johansson      | 1.16,3a | 2 140 m |
| 1989 | Mr Lucken         | Örjan Kihlström        | Örjan Kihlström        | 1.14,4a | 2 140 m |
| 1988 | Callit            | Karl O. Johansson      | Karl O. Johansson      | 1.14,2a | 2 140 m |
| 1987 | Indus             | Lars Lindberg          | Lars Lindberg          | 1.17,5a | 2 140 m |
| 1986 | Batong            | Stig H. Johansson      | Stig H. Johansson      | 1.14,8a | 2 140 m |
| 1985 | Pennington        | Stefan Söderkvist      | Stefan Söderkvist      | 1.15,4a | 2 140 m |
| 1984 | Gissle            | Berth Johansson        | Berth Johansson        | 1.16,7a | 2 140 m |
| 1983 | Dalene Broline    | Torbjörn Jansson       | Torbjörn Jansson       | 1.18,4a | 2 140 m |
| 1982 | Dartster F.       | Olle Hedin             | Olle Hedin             | 1.16,1a | 2 140 m |
| 1981 | Al Joe            | Berth Johansson        | Berth Johansson        | 1.15,7a | 2 140 m |
| 1980 | Ex Lee            | Dan Wegebrand          | Dan Wegebrand          | 1.19,2a | 2 140 m |
| 1979 | Madison Avenue    | Uno Swed               | Uno Swed               | 1.16,5a | 2 140 m |
| 1978 | Grande Frances    | Ulf Thoresen           | Rune Thuresson         | 1.16,3  | 2 140 m |
| 1977 | Grande Frances    | Ulf Thoresen           | Rune Thuresson         | 1.17,0a | 2 140 m |
| 1976 | Keystone Sycamore | Tommy Hanné            | Tommy Hanné            | 1.17,4a | 2 140 m |
| 1975 | Emter W.          | Karl-Gustaf Holgersson | Karl-Gustaf Holgersson | 1.19,2a | 2 140 m |
| 1974 | Molnets Broder    | Lars Axelsson          | Lars Axelsson          | 1.17,8  | 2 200 m |
| 1973 | Lornjett          | Berndt Lindstedt       | Lindstedt / Wallner    | 1.21,1  | 1 600 m |
| 1972 | Noble Action      | Sören Nordin           | Sören Nordin           | 1.18,2  | 1 600 m |
| 1971 | Darren Hanover    | Jan Nordin             | Sören Nordin           | 1.18,1  | 1 600 m |
| 1970 | U.S. Arrogant     | Berndt Lindstedt       | Lindstedt / Wallner    | 1.18,1  | 1 600 m |
| 1969 | Cirene Bunter     | Olle Lindqvist         | Olle Lindqvist         | 1.18,8  | 1 600 m |
| 1968 | Gallant Victory   | Håkan Wallner          | Håkan Wallner          | 1.20,3  | 1 600 m |
| 1967 | Limit             | Bert Adolfsson         | Bert Adolfsson         | 1.18,3  | 1 600 m |
| 1966 | Limit             | Bert Adolfsson         | Bert Adolfsson         | 1.19,8  | 1 600 m |
| 1965 | Vinda Whitney     | Sören Nordin           | Sören Nordin           | 1.20.8  | 2 100 m |
| 1964 | Espri             | Sven Karlsson          | Sven Karlsson          | 1.19,9  | 1 600 m |
| 1963 | Nagasaki          | Knut Lindblom          | Harry Lindblom         | 1.24,1  | 3 100 m |
| 1962 | Adept             | Torsten Jonsson        | Kurt Mattsson          | 1.22,4  | 3 140 m |
| 1961 | King Bunter       | Uno Swed               | Uno Swed               | 1.22,0  | 3 140 m |
| 1960 | Joli de Gouvix    | Gösta Nordin           | Gösta Nordin           | 1.23,8  | 3 120 m |